# Inurois punctigera
Inurois punctigera är en fjärilsart som beskrevs av Louis Beethoven Prout 1920. Inurois punctigera ingår i släktet Inurois och familjen mätare. Inga underarter finns listade i Catalogue of Life.